# Ophiorrhiza luchuanensis
Ophiorrhiza luchuanensis är en måreväxtart som beskrevs av Hsien Shui Lo. Ophiorrhiza luchuanensis ingår i släktet Ophiorrhiza och familjen måreväxter. Inga underarter finns listade i Catalogue of Life.